# راکاله
راکاله (به ایتالیایی: Racale) یک کومونه در ایتالیا است که در استان لچه واقع شده‌است. راکاله ۲۴ کیلومتر مربع مساحت و ۱۰٬۸۰۶ نفر جمعیت دارد و ۵۵ متر بالاتر از سطح دریا واقع شده‌است.